# Сердюк, Зиновий Тимофеевич
Зино́вий Тимофе́евич Сердю́к (укр. Зиновій Тимофійович Сердюк; 2 (15) ноября 1903, с. Арбузинка, Константиновская волость, Елисаветградский уезд, Херсонская губерния, Российская империя — 18 августа 1982, Москва, СССР) — советский украинский государственный, партийный и военный деятель. Генерал-майор (1943). Герой Социалистического Труда (1963). 
Член ВКП(б) с 1925. Член ЦК КП Украины (1938—1954). Кандидат в члены ЦК КПСС (1939—1956). Член ЦК КПСС (1956—1966). Кандидат в члены Политбюро ЦК КП Украины (1949—1954). Член Политбюро и первый секретарь ЦК КП Молдавии (1954—1961).

## Биография
Родился в с. Арбузинка Херсонской губернии (ныне — Николаевская область), в семье крестьянина-бедняка.
С 1917 года — рабочий на Юго-западной железной дороге. В 1923 вступил в комсомол. В 1923—1928 был на профсоюзной и комсомольской работе в Одесской губернии.
В 1928—1931 учился в Высшей школе профдвижения, затем на профсоюзной работе в Москве.
В 1934—1935 — заместитель командира ледокола «Русанов» по политической части.
В 1935—1936 — заместитель начальника Политического отдела Главного управления Северного морского пути при СНК СССР.
Сергей Хрущёв, сын Хрущёва Н. С. в своей книге «Никита Хрущев. Реформатор» писал: «Отец знал Сердюка с 1938 года (с переходом Хрущёва с работы в Москве на Украину). В [Киевском] обкоме ему приглянулся тридцатипятилетний смышленый, расторопный Сердюк. Он стал правой рукой отца, а на следующий год его избрали Секретарем Киевского обкома. С тех лет они дружили».
В годы Великой Отечественной войны член военных советов нескольких армий: 5-я, 21-я, 64-я, 7-я гвардейская. Полковой комиссар (1941), полковник (20.01.1943), генерал-майор (31.03.1943).
С 22 марта 1947 года по февраль 1949 года — первый секретарь Киевского областного комитета КП Украины. В 1949—1952 — секретарь ЦК КП Украины. В 1952—1954 — первый секретарь Львовского областного комитета КП Украины.
С 6 февраля 1954 года по 29 мая 1961 года — первый секретарь ЦК КП Молдавской ССР.
С 1961 года первый заместитель Председателя Комитета партийного контроля при ЦК КПСС.
С декабря 1965 года — персональный пенсионер союзного значения.
На XVIII—XIX съездах КПСС был избран кандидатом в члены ЦК КПСС, а на XX и XXII съездах — членом ЦК КПСС. Депутат Верховного Совета СССР 1-6 созывов. Депутат Верховного Совета Молдавской ССР 4-5 созывов.

## Выступление наXXII съезде КПСС
30 октября 1961 г. на утреннем заседании (23 заседание), выступил с речью, посвященной задачам партийного контроля, вытекающим из решений съезда.
Одобрив новую программу партии и новую редакцию Устава партии, подчеркнул, что заложенные в новых партийных документх «ленинские нормы партийной жизни» должны сделать невозможным повторение культа личности. Подчеркнул, что в расследовании репрессий и преступлений того периода, в том числе и убийства Кирова C.М., заключен нравственный долг перед партией и народом.
Как и все выступающие, подверг резкой критике участников антипартийной группы. Одобрил переименование Мавзолея Ленина и нецелесообразность сохранение в нем саргофага с телом Сталина И. В..
Приветствовал установку памятника Карлу Марксу. В духе антирелигиозной компании критиковал расход средств государственного бюджета на реставрацию церквей, проводимую архитектурными организациями.
В соответствии с идеями съезда призвал к широкой перестройке органов партийного и государственного контроля от канцелярского формально-бюрократического подхода к участию каждого коммуниста, к всенародному движению за борьбу против всего, что мешает движению к коммунизму, в том числе против «хозяйственного обрастания и частнособственнических поползновений», к воспитанию советских людей в духе Морального кодекса строителей коммунизма.

## Память

Могила Сердюка на Троекуровском кладбище Москвы

Похоронен на Троекуровском кладбище (уч. 1).

## Награды
- Герой Социалистического Труда (04.11.1963)
- 4 ордена Ленина
  - 23.01.1948
  - 06.11.1953 — в связи с 50-летием со дня рождения и отмечая заслуги перед Советским государством
  - 15.02.1957
  - 04.11.1963
- 2 ордена Красного Знамени (06.11.1941; 04.02.1943)
- орден Отечественной войны I степени (27.08.1943)
- орден Отечественной войны II степени (01.02.1945)
- медаль «Партизану Отечественной войны» I степени (19.02.1945)
- медали